# Novi Kneževac
Novi Kneževac (serbisch-kyrillisch Нови Кнежевац, ungarisch Törökkanizsa, deutsch Neu-Kanischa oder Türkisch-Kanizsa) ist eine Stadt und Gemeinde in der Provinz Vojvodina in Serbien. Der Ort befindet sich am östlichen Ufer der Theiß.

## Geschichte
Die erste schriftliche Erwähnung von Novi Kneževac datiert aus dem 9. Jahrhundert, erwähnt unter dem Namen „Kneža“. Im nächsten Jahrhundert wurde es als „Kanjiša“ erwähnt. Bis zur Ankunft der Osmanen stand es unter der Verwaltung des Königreichs Ungarn. Im 16. Jahrhundert, während der osmanischen Verwaltung, war sein Name bekannt als „Turska Kanjiža“ und es gab bereits 30–40 Häuser in der Siedlung zu Beginn des 18. Jahrhunderts.
Im 18. Jahrhundert wurde es Teil der Habsburger Monarchie als Neu-Kanischa. 1922 war das Dorf unter dem Namen Nova Kanjiža bekannt, 1935 wurde es in Novi Kneževac umbenannt.

## Persönlichkeiten
- Artúr Feilitzsch (1859–1925), ungarischer Politiker, Förster und Ackerbauminister